# Franc-maçonnerie durant la Seconde Guerre mondiale
La franc-maçonnerie durant la Seconde Guerre mondiale est réprimée et interdite dans la majorité des pays européens. Elle fait l'objet d'une propagande anti-maçonnique dès l’avènement des premiers régimes totalitaires au début des années 1930. Elle subit des lois d’exception qui l'assimilent au complot juif et fait l'objet de persécutions au cours de la Seconde Guerre mondiale dans tous les pays européens qui subissent l'occupation nazie. À l'issue de la guerre, la franc-maçonnerie européenne quasiment anéantie met de nombreuses années à se reconstituer, à raviver le travail de ses loges maçonniques et à renouveler ses effectifs.
Durant cette période, de nombreux francs-maçons en France et en Europe entrent dans la clandestinité et mettent en œuvre ou rejoignent des réseaux de résistance. D'autres plus minoritaires et souvent par antisémitisme ou idéologie politique choisissent, en reniant leur serment maçonnique, la voie de la collaboration. La simple appartenance étant motif de persécutions ou d'interdictions, de nombreux francs-maçons, résistants ou non, périssent durant cette période.

## Historique
Contrairement à sa traversée du premier conflit mondial où les obédiences s'engagent dans le soutien à leur nation respective, la franc-maçonnerie voit dans la première moitié du XXe siècle l'établissement en Europe de régimes autoritaires à des degrés divers et également d'États totalitaires qui l'amènent à sa quasi-disparition du continent européen. Ces totalitarismes finissent par réduire ou supprimer toutes libertés publiques par élimination de tous les systèmes de représentation citoyenne, la franc-maçonnerie faisant partie des premières victimes. Les dictatures, fascistes, nazies et communistes vont systématiquement éradiquer loges et obédiences maçonniques dans des mouvements répressifs de grandes ampleurs. Le régime franquiste au travers d'un cléricalisme consanguin au régime atteint des sommets dans la répression, en faisant de la franc-maçonnerie une cible privilégiée. Ainsi, de manière plus ou moins radicale, la franc-maçonnerie disparaît progressivement de l'Europe autoritaire à partir de 1919 avec la Russie des Soviets, en Allemagne avec son interdiction totale en 1934, jusqu'en 1939 avec l'avancée franquiste. Les invasions nazies qui commencent la Seconde Guerre mondiale ont pour conséquence finale de conduire à la destruction quasi-totale de la franc-maçonnerie européenne, les rares pays ayant échappé aux dérives autoritaires de leur régime, se retrouvant sous occupation nazie ou après leur défaite militaire sous la direction de régime collaborationniste qui œuvrent à son éradication. À la suite de ces périodes d'anti-maçonnisme et de persécution, la tradition maçonnique, qui dans certains pays européens remonte au XVIIIe siècle, disparaît complètement.

### Allemagne

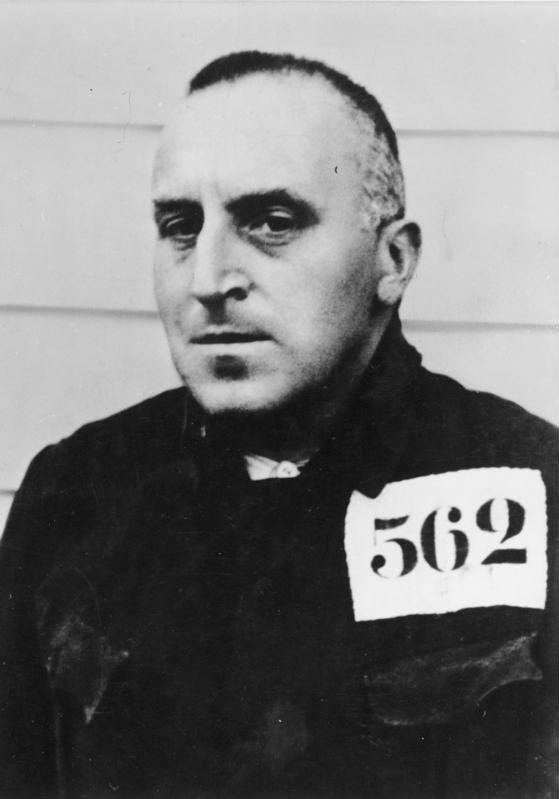
Prisonnier 83-93516-0010, Carl von Ossietzky

À l'arrivée d'Hitler au pouvoir en janvier 1933, l'antimaçonnisme et l'antisémitisme sont déjà largement installés dans la société allemande par les milieux conservateurs et les nazis qui dénoncent de concert un« outil aux mains des juifs ». L’incompatibilité entre l'appartenance à la franc-maçonnerie et au parti nazi est déclarée dès 1931 par Rudolf Hess. Pour répondre à cette montée de l'antimaçonnisme, les dirigeants des principales obédiences allemandes du courant dit « Prussien » donnent des gages au régime nazi en définissant leurs ordres comme des ordres chrétiens et en modifiant leur rituel pour introduire des références plus conformes à l'idéologie hitlérienne. Les trois grandes loges allemandes, la Grande Loge de Hambourg, la Grande Loge des trois globes et la Grande Loge nationale des francs-maçons d'Allemagne opèrent une mue vers des ordres germano-chrétien à connotation templière et assurent télégraphiquement Hitler de leur loyalisme. Après avoir rompu leurs relations avec les grandes loges étrangères, elles expulsent de leurs rangs, les francs-maçons d'ascendance juive ou ayant soutenue la république de Weimar.
Malgré cette allégeance d'une partie de ses obédiences, la franc-maçonnerie allemande ne passe pas au travers des destructions que subira la franc-maçonnerie européenne quelques années plus tard. Dès février 1933, les premières violences envers ses membres commencent, ses biens sont spoliés, les arrestations et les déportations sont nombreuses. Toutes les grandes loges allemandes mettent fin à leurs activités. Une ordonnance signée par Hermann Göring en 1934 ordonne la dissolution de toutes les loges. Malgré des protestations auprès d'Hitler qui restent vaines, les grandes loges prussiennes tiennent leur dernière assemblée le 9 aout 1935. La documentation connue en 2018, dénombre 1 265 francs-maçons morts à la suite de la répression mise en œuvre par le régime, la plupart étant juifs ou sympathisants de la république de Weimar. Carl von Ossietzky, écrivain pacifiste et prix Nobel en 1935, est au nombre des victimes. La franc-maçonnerie allemande est la première à disparaitre d'Europe, bien avant le début des hostilités. Elle survit toutefois de manière éparse au travers de quelques loges ouvertes en Palestine ou en Amérique du Sud par le courant dit« Humanitaire » proche des obédiences libérales françaises, qui regroupe huit obédiences et environ 18 000 membres. Ces dernières font le choix de l’auto-dissolution sur le sol allemand dès l'accession d'Hitler au pouvoir et en attendant une meilleure époque.

### Espagne
La haine tenace que voue le dictateur espagnol Francisco Franco s'affirme jusque dans les derniers discours avant sa mort. Le régime franquiste fait preuve depuis son avènement et sans jamais y renoncer d'un véritable acharnement antimaçonnique, celui ci s'inscrit dans l'esprit national-catholique et anti-révolutionnaire qui caractérise le fondement de la dictature franquiste. Dès la victoire franquiste, se créent en 1937 et 1938 des officines et délégations chargées de recenser tous les documents maçonniques du pays, plus de cinq millions sont rassemblés. Le 21 décembre 1938, un décret ordonne la destruction de tous les signes maçonniques spécialement dans les cimetières. Ce décret est suivi par la demande d'une loi faite par Franco, qui vise à réprimer rétrospectivement les francs-maçons. Si celle-ci n'est pas adoptée immédiatement, la répression est couronnée par une loi générale qui vise à réprimer la franc-maçonnerie, le communisme et toutes les sociétés dites clandestines qui « expriment des idées subversives contre la religion et les institutions de l'État ». Pour appliquer cette loi, un tribunal spécial est institué en juin 1940. Ce tribunal se met à l’œuvre en 1941 et prononce exil, relégation, bannissement de la fonction publique, condamnant par contumace les exilés politiques, allant jusqu’à juger et condamner post-mortem. À l'aide des documents saisis, le tribunal constitue plus de 80 000 dossiers, pour 5 000 membres actifs que la franc-maçonnerie espagnole compte en 1930. Dans sa répression totale, le tribunal assigne tous les maçons vivants ou morts depuis la fin du XIXe siècle, actifs, radiés ou démissionnaires tous sont fichés et condamnés. Ce tribunal reste en vigueur jusqu'en 1963, puis abrogé quand Franco constate qu'il n'y a plus de francs-maçons vivants ou morts à juger en Espagne.

### Roumanie
La franc-maçonnerie en Roumanie est considérée avant-guerre par l'alliance église orthodoxe et nation roumaine, comme une altérité sectaire, accusé d'attenter au sentiment national et à l'idée chrétienne. Le 11 mars 1937, un synode de l'église orthodoxe fulmine avec véhémence contre « la secte ». L’Église la condamne comme une doctrine et une organisation occulte qui vise à l'établissement d'une république universelle et laïque. Le roi Carol qui abolit tout système de représentation politique démocratique en 1938 nomme à la tête du gouvernement le patriarche orthodoxe de Roumanie devenu anti-maçon bien que membre pendant un temps de la Grande Loge nationale de Roumanie (GLNR). La situation des juifs, des francs-maçons et des tsiganes s'aggrave sous le gouvernement du Ion Antonescu. L'immeuble de la GLNR est attribué à un tribunal civil. Une exposition antimaçonnique est présentée à Bucarest par Tom Petrescu, qui publie un ouvrage sur la « conspiration maçonnique » réédité plusieurs fois jusqu'en 1944, 1 500 maçons sont dénoncés dans ses pages. Certains sont condamnés et internés, d'autres sont exécutés sommairement.

### Norvège
En avril 1940, les armées du Troisième Reich envahissent le Danemark et la Norvège. Après plusieurs semaines de combat, elles occupent la totalité de ces pays. Le commissaire du Reich en Norvège Josef Terboven met en place un gouvernement dirigé par le conservateur Ingomf Christensen. En 1942, Vidkun Quisling dirigeant du parti d'extrême droite Nasjonal Samling reprend le pouvoir et mène immédiatement une politique de collaboration active. La franc-maçonnerie norvégienne en 1940 est principalement représentée par l’Ordre norvégien des francs-maçons composé de 10 000 membres environ et d'un millier de membres de la petite obédience d'origine allemande, la Grande Loge de l’Étoile polaire. Dès le début de l'occupation, les loges sont interdites, les biens de l'ordre sont inventoriés et le grand temple maçonnique d'Oslo réquisitionné pour abriter en 1940 une exposition anti-maçonnique. Le retour de la démocratie en 1945 permet le rétablissement de l'ordre norvégien qui porte à sa tête Jacob Hvinden Haug, général prisonnier de l'armée allemande de 1940 à 1945.

### Pays Bas
En mai 1940, les Pays-Bas sont envahis en quelques jours. Arthur Seyss-Inquart et Anton Mussert chef du mouvement nationaliste collaborent avec l’occupant dans un projet de nazification de la société. Perquisitions et saisies de locaux maçonniques commencent dès le mois de juin. En septembre 1940, le temple et le musée de la principale obédience néerlandaise à La Haye sont perquisitionnés, le Grand Orient des Pays-Bas est spolié de ses biens et archives qui sont détruits ou transférés en Allemagne. L'obédience compte à cette époque 4 100 membres et 67 loges. Le dernier acte de l'obédience est la publication d'un vadé mécum de survie à destination de ces membres. Le grand-maître, l'ancien général Hermanus van Tongeren, qui ne s'est pas exilé à Londres lors de l’invasion est arrêté et déporté au camp de Oranienburg Sachsenhausen,. Il meurt dans ce camp le 29 mars 1941. La franc-maçonnerie néerlandaise continue toutefois d'exister dans les territoires néerlandais d'outre-mer, Antilles, Guyane, Afrique du Sud et Indes Orientales. L'invasion de l'île de Java par l'armée japonaise va toutefois mettre fin à cette présence dans une partie de ces territoires et provoquer l'internement de la majorité des francs-maçons ainsi que la confiscation de leurs biens.

### Belgique

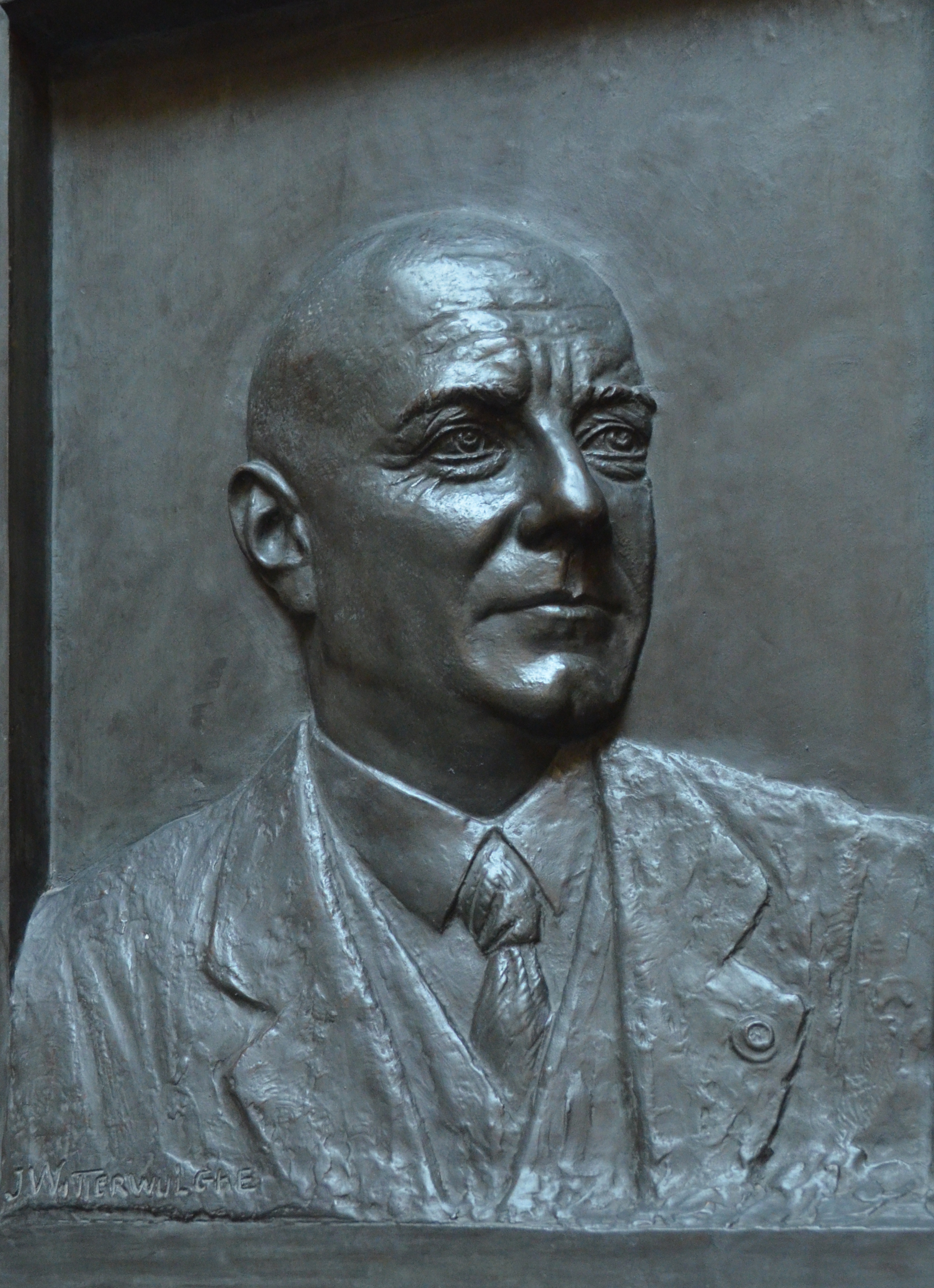
Jules Hiernaux

La Belgique subit le même sort en mai 1940 et chute en deux semaines. Le royaume est placé sous administration militaire commandée par le général Alexander von Falkenhausen. La Belgique qui a subi comme de nombreux pays européens, les assauts d'un anti-maçonnisme virulent des milieux extrémistes politique et religieux durant les années 1930, voit l'occupant et la collaboration achever le rêve d'éradication de l'ultra-droite belge de la « secte judéo-maçonnique ». Les services spécialisés allemands réquisitionnent et confisquent le patrimoine immobilier et culturel des obédiences. Le mouvement Rex prend possession du temple de la rue de Laeken, une autre agence collaboratrice occupe celui de la rue de Persil. Les collaborateurs les plus virulents créent le 30 avril 1940, une nouvelle association antimaçonnique, la Ligue antimaçonnique belge dédié à la destruction de « la secte ». Elle organise une exposition anti-maçonnique à Bruxelles qui reçoit 30 000 visiteurs, elle est ensuite déplacée dans plusieurs villes du royaume. Elle organise également des émissions de propagande à la radio, des conférences de dénonciation, divulgue les listes de noms de franc-maçons, publie des journaux sous contrôle de l'occupant. Le 20 aout 1941, le gouverneur militaire général interdit officiellement la franc-maçonnerie, les derniers biens sont confisqués, les archives transférées en Allemagne. Dès lors, dénonciations, arrestations et condamnations sont facilitées par les mouvements collaborationnistes de Léon Degrelle et Staf de Clercq principalement. Plusieurs assassinats sont perpétrés, tels celui de Georges Pètre grand commandeur du Suprême conseil de Belgique le 31 mai 1942, l'avocat Raoul Engel ancien grand-maître du Grand Orient de Belgique (GOB) tué le 24 février 1943 ou encore Jules Hiernaux, ancien ministre et ancien grand-maître également du GOB, assassiné le 29 juillet 1944. Comme dans toute l'Europe, les francs-maçons de confession juive sont déportés.

### Yougoslavie
Envahie en avril 1941, la Yougoslavie est démembrée. La Slovénie est annexée à l'Allemagne et les maçons subissent immédiatement la politique du Reich. Un État croate est créé et confié au Parti oustachi d'Ante Pavelic. Les premières arrestations sont rapides, l'État oustachi interne une quarantaine de francs-maçons dans le camp de Jasenovac. À la suite de diverses interventions, quelques-uns sont libérés en avril 1942, mais plusieurs d'entre eux sont abattus, comme le comte Josip Bombelles ou le juriste Manko Galjardi. Quelques autres meurent aussi des suites de leur internement. Tous les francs-maçons de confession juive sont exécutés, comme le physicien Slavko Hirsch (en) ou Ignjat Lang président de la communauté juive de Vinkovci.
En Serbie, les Allemands trouvent en la personne de Milan Nedić, le collaborateur utile à servir leurs intérêts militaires et politiques. Pour sa part, le mouvement ultra-nationaliste ZBOR dirigé par Dimitrije Ljotić met en œuvre avec l'aide des occupants, le corps de volontaires serbes, supplétif utilisé dans la lutte anti-communiste. Dans ce contexte, une grande exposition antimaçonnique commence le 22 octobre 1941 à Belgrade, dont le but est de démasquer les francs-maçons juifs et le complot judéo-communiste, responsable de tous les maux de la société serbe. 60 000 affiches et 200 000 dépliants vont attirer 80 000 visiteurs à cette exposition qui dure pendant trois mois. Une série de timbres antimaçonniques, antisémites et anticommunistes sont édités entre 1941 et 1942. Interdite depuis 1940, la franc-maçonnerie yougoslave sort exsangue de la guerre. L'histoire du pays et l’avènement d'une constitution de type soviétique promulguée en 1946, sous la présidence de Tito n'offre aucun répit jusqu’à sa mort en 1980 à la franc-maçonnerie. Celle-ci est considérée comme une structure bourgeoise, elle cesse d'exister dans ce pays pendant près de cinquante ans

### France
Dès que la guerre éclate, les francs-maçons et principalement le Grand Orient de France sont accusés par la presse anti-maçonnique d'être responsable de cette déclaration d’hostilité et plus généralement de bellicisme. La défaite des armées françaises ne permet pas au gouvernement de Paul Reynaud d'imposer la continuité de la guerre, la chambre des représentants issue du Front populaire vote alors les pleins pouvoirs au maréchal Pétain. Ce dernier hait la franc-maçonnerie qu'il considère comme « principale responsable des malheurs actuels de la France ». Dès la constitution du gouvernement Pétain, une loi est préparée pour l'interdiction des sociétés secrètes qui vise principalement les francs-maçons, elle est proposée au chef du régime de Vichy, le 13 aout 1940 par Raphaël Alibert, monarchiste catholique, antisémite et ministre de la Justice et Adrien Marquet, maire socialiste collaborateur, ministre de l’Intérieur.

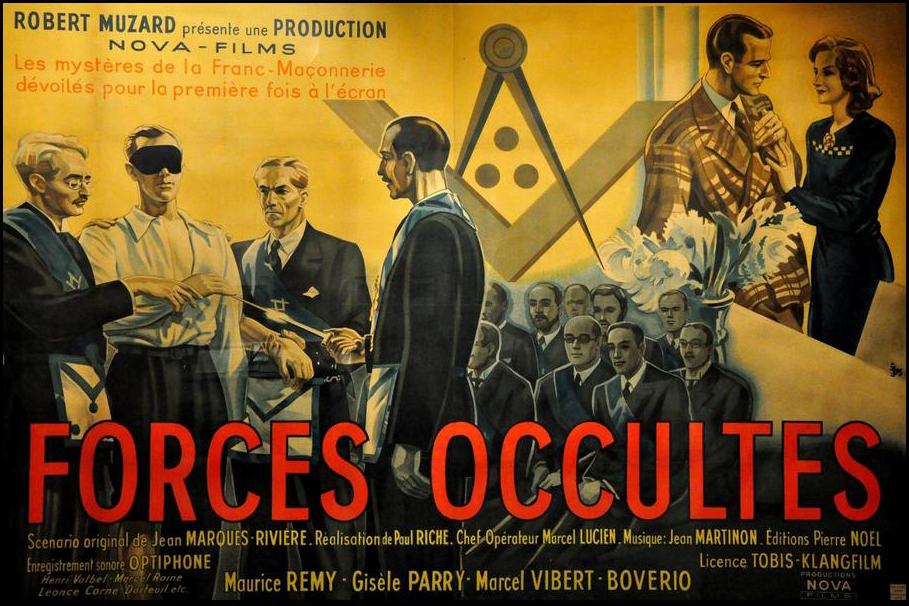
Affiche de Forces occultes (1943), film antimaçonnique réalisé par Jean Mamy.

Sans jamais la nommer, la loi du 13 août 1940 interdit les sociétés secrètes, et réquisitionne les biens leur appartenant. Elle pénalise leur reconstitution ou maintien, fait obligation aux fonctionnaires de renoncer par écrit à leur engagement ou de ne jamais faire partie de ce type de société sous peine d’être démis de leur fonction. En décembre 1940, le ministère de l’Intérieur lance des enquêtes sur les sociétés secrètes tombant sous le coup de la loi et dresse la liste de ces sociétés, qui se limitent aux obédiences maçonniques et à la société théosophique. Trois décrets interdisent toutes les obédiences, le premier touche directement le Grand Orient de France et la Grande Loge de France, le second et le troisième interdisent et dissolvent toutes les autres obédiences ainsi que tous les ordres maçonniques ou para-maçonniques mineurs.
Le but des nazis et des vichystes est la destruction totale de la franc-maçonnerie et cela passe pour eux par la spoliation de l’ensemble des biens appartenant aux obédiences et aux loges. Biens et archives sont mis sous séquestre par l'administration des domaines. En août et novembre 1941, de nouvelles lois et dispositions sont mises en œuvre pour durcir la législation anti-maçonnique. Une définition pour qualifier les dignitaires des ordres maçonniques est élaborée pour permettre la publication d'une liste de 18 000 noms. 3 000 fonctionnaires de l'enseignement public sont révoqués. En 1942, l’État français et le département nazi de la propagande en France (Propaganda-Abteilung Frankreich) confient un projet de film à Robert Muzard, directeur de Nova-films. La réalisation revient à Paul Riche alias Jean Mamy ancien franc-maçon du Grand Orient de France qui choisit la collaboration. Le scénario est écrit par Jean Marquès-Rivière, également franc-maçon de la Grande Loge de France, qui se tourne vers le fascisme et l'antisémitisme. Le film Forces occultes qui dénonce la « franc-maçonnerie enjuivée » dont l'action occulte est de comploter contre l’État, l’Église et de servir la « ploutocratie républicaine » sort le 9 mars 1943 sur les écrans parisien.